# Cuba-amazone
De Cuba-amazone (Amazona leucocephala) is een papegaaiachtige uit de familie van de papegaaien van Afrika en de Nieuwe Wereld (Psittacidae). De wetenschappelijke naam van de soort werd als Psittacus leucocephalus in 1758 gepubliceerd door Carl Linnaeus.

## Kenmerken
Deze vogel heeft een groen verenkleed met een in het midden wijnrood gekleurde buik. De staart en vleugels vertonen wat blauw. De keel is rozerood gekleurd, terwijl de kop, teugels en oogrand wit zijn. De snavel is wit en de poten vleeskleurig. De lichaamslengte bedraagt ongeveer 32 cm. Ze kunnen ouder dan 50 jaar worden. De jongen hebben minder duidelijk begrensde zwarte veren en het rood in de buik is eveneens minder intens.

## Leefwijze
Deze papegaaien leven in paren of groepjes, nestelen in palmboomgaten (gemaakt door spechten) en in termietennesten die in bomen zitten en voeden zich met zaden, granen, noten, jonge twijgen, bessen, jonge knoppen en fruit. Ze kunnen schade toebrengen aan boomgaarden en plantages. Cuba-amazones zijn van nature zeer agressief en zijn derhalve niet geschikt als huisdier.

## Voortplanting
Een legsel bestaat meestal uit 3 tot 5, maar gewoonlijk 4 eieren, die in ongeveer 27 dagen worden bebroed. De jongen verlaten na ongeveer 2 maanden het nest.

## Verspreiding en leefgebied
Deze soort komt voor in Zuid-Amerika, met name in Cuba in bosland, kalksteen bossen en savannes met palm- en pijnbomen, mangroves en plantages.
De soort telt vier ondersoorten:
- A. l. leucocephala – Cuba en Isla de la Juventud
- A. l. bahamensis (Bryant, 1867) – de Bahama's
- A. l. caymanensis (Cory, 1886) – Grand Cayman
- A. l. hesterna Bangs, 1916 – Cayman Brac

## Status
De grootte van de populatie is in 2017 geschat op 16.000-27.000 volwassen vogels. Op de Rode lijst van de IUCN heeft deze soort de status gevoelig.